# 산타마리아 마조레 대성전

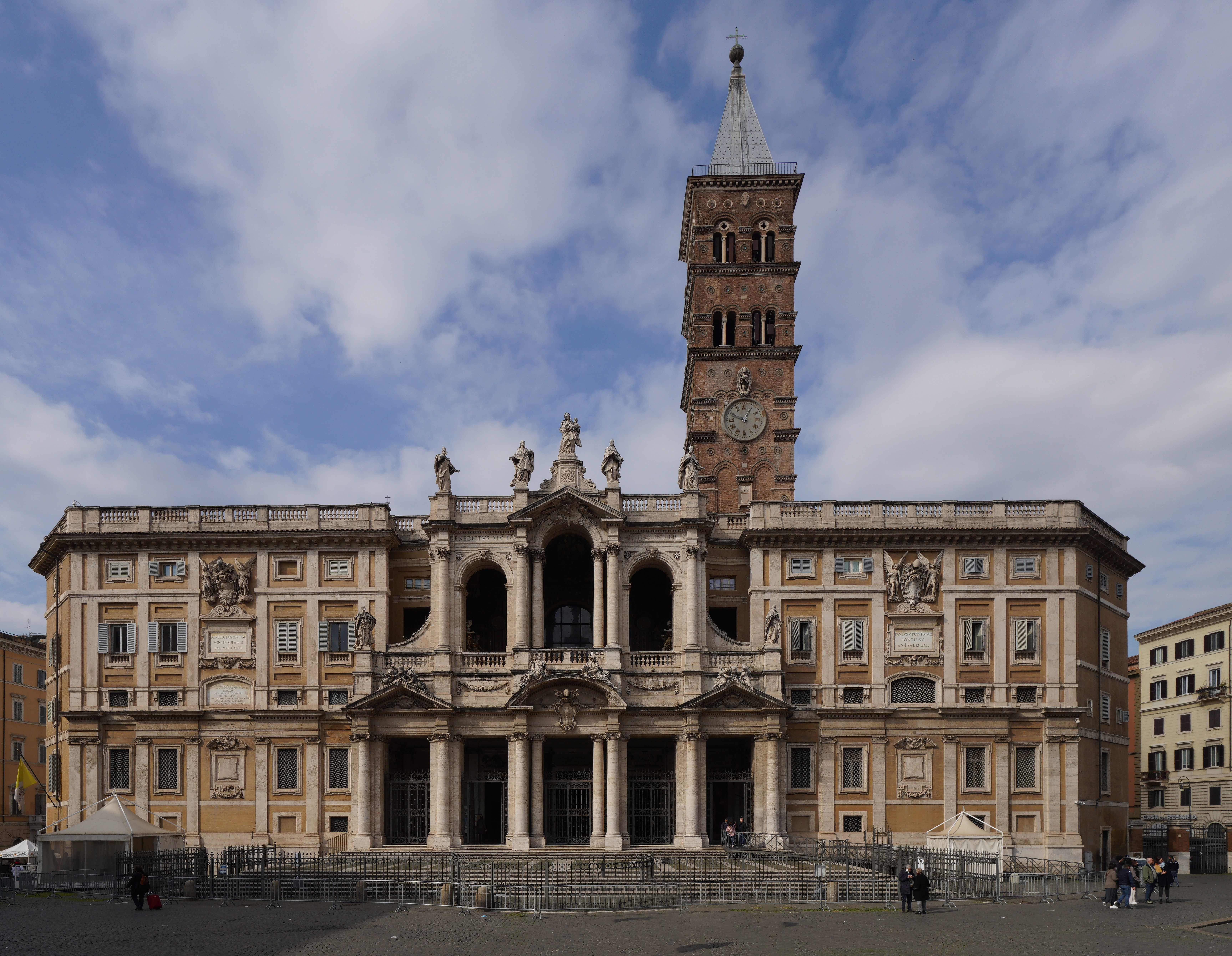
산타 마리아 마조레 대성당

산타마리아 마조레 대성전(이탈리아어: Basilica di Santa Maria Maggiore)은 이탈리아 로마에 있는 로마 가톨릭교회의 대성당이다. 성모 대성당 또는 성모 설지전(聖母雪地殿)이라고도 부른다. 고대 로마 양식의 4대 성전 가운데 하나로 손꼽힌다. 기독교에서 이 성당 외의 다른 대성당으로는 성 베드로 대성당, 산 조반니 인 라테라노 대성당, 산 파올로 푸오리 레 무라 대성당 등이 있다. 산타 마리아 마조레 대성당은 1348년에 일어난 지진으로 말미암아 손상을 입고 여러 번에 걸쳐 추가적인 건설 작업을 거쳤음에도 원래의 구조를 보존한 로마에서 유일한 대성당이다.
대성당의 이름인 ‘Maggiore’(마조레)는 ‘위대함’과 ‘주요한’이라는 두 가지 뜻을 내포하고 있다. 그리고 성모 마리아에게 봉헌된 로마의 성당들 가운데 가장 ‘거대한’ 성당이라는 의미도 있다.
아비뇽 교황 시대를 공식적으로 마감하고 교황좌가 로마로 복귀하고서, 라테라노 궁전의 상태가 악화하였기 때문에 대성당이 교황의 임시 관저가 되었다. 교황의 관저는 나중에 지금의 바티칸 시국에 있는 바티칸 궁전으로 옮겨졌다.

## 역사
교황 리베리오는 360년경에 에스퀼리노 언덕 꼭대기에 리베리오 대성당(산타 마리아 마조레 대성당의 또 다른 이름)을 건설하라는 명령을 내렸다. 대성당은 서방에서 제일 먼저 성모 마리아에게 봉헌된 성당으로 건축과 관련하여 유명한 일화를 가지고 있다. 하루는 성모 마리아가 로마의 귀족인 조반니 부부의 꿈속에 발현하였다. 부부는 아들을 갖고 싶어했다. 성모 마리아는 그들에게 다음날 아침 눈이 내리는 곳에 성당을 짓는다면 소원이 이루어질 것이라고 하였다. 그들은 이 이야기를 교황 리베리오에게 가서 말했더니 교황도 똑같은 꿈을 꾸었다는 것이다. 즉, 352년 8월 5일 한여름 아침에 일어나보니 에스퀼리노 언덕 꼭대기에 눈이 하얗게 내려 있었다. ‘눈의 기적’이라고 불리는 이 전설은 대성당을 위해 콜론나 가문 일족의 의뢰로 1423년 마사치오와 마솔리노에 의해 삼면화로 묘사되었으며, 현재는 나폴리의 카포디몬테 미술관에서 보존하고 있다. 이 지역의 가톨릭 신자들은 대성당이 완공되자마자 ‘눈의 성모’라는 칭호를 얻은 성모 마리아에게 봉헌하였으며, 매년 축일 미사마다 둥근 돔에서 하얀 장미꽃잎들을 떨어뜨리는 것으로 기적을 기념하고 있다.

## 건축
최초의 성당이 있었던 정확한 위치는 알려지지 않았다. 현재의 건물은 교황 식스토 3세(432-440) 시대의 것으로 당대의 많은 고대 모자이크화들을 담고 있다. 대성당 정면 위 안쪽에 있는 모자이크는 교황 니콜라오 4세 때 필리포 루스티라는 모자이크 전문가가 그의 제자들과 함께 제작한 것으로 왼손에 복음서를 펴보이고, 오른손으로는 축복을 주는 그리스도와 그 주위를 천사 네 명이 감싸는 모습이 중앙에 자리 잡고 있다. 같은 부분의 오른쪽에는 성모 마리아와 성 바오로, 성 야고보 그리고 성 예로니모가, 왼쪽에는 성 요한 세례자와 성 베드로, 성 안드레아의 모습이 묘사되어 있다. 성 안드레아의 바로 옆에 모자이크가 거의 지워져 알아보기 어려운 인물이 있는데 성 마티아일 것으로 추정한다. 이 모자이크 작품 아래쪽에 또 다른 모자이크가 보이는데, 이는 대성당을 세우게 된 유래를 그 내용으로 담고 있다. 첫 번째 모자이크는 리베리오 교황이 꿈에 나타난 성모 마리아를 만나는 장면이고, 두 번째는 귀족 조반니의 꿈 내용이다. 세 번째는 조반니가 교황에게 꿈 내용을 이르는 장면이며, 네 번째는 에스퀼리노 언덕 위에 쌓인 눈의 기적을 표현하고 있다.
대성당의 형태가 제국 시대 공회당의 관례를 너무도 정확히 따르고 있어서 때때로 공회당으로 간주된 적도 있다. 중랑(中廊)을 지탱하는 아테네산 대리석 기둥들은 훨씬 더 오래되었으며, 최초의 대성당 또는 다른 고대 로마 건물들에서 가져온 것이다. 이 가운데 서른여섯 개는 대리석이고 네 개는 화강암인데, 여기에 금도금한 청동 머리들을 제공한 페르디난도 푸가에 의해 모두 균등해지도록 삭감하거나 깎아졌다. 대성당의 종탑은 로마에서 가장 긴 것으로 14세기에 지은 것이다. 대성당의 격자형 천장은 16세기에 줄리아노 다 상갈로가 디자인하였으며, 페르디난드와 이사벨라가 스페인 출신 교황 알렉산데르 6세에게 헌정한 잉카의 황금으로 도금되었다고 전해진다. 중세 시대에 지은 로마네스크 양식의 종탑은 로마에서 제일 높은 종탑으로 약 75미터에 달한다. 후진(後陣)에는 성모 승천을 묘사한 모자이크화가 있는데, 이것은 1295년에 프란치스코회 수사 자코포 토리티가 그린 것이다. 대성당은 또한 보르게세 예배당 안에 조반니 발리오네의 프레스코화들도 보유하고 있다.

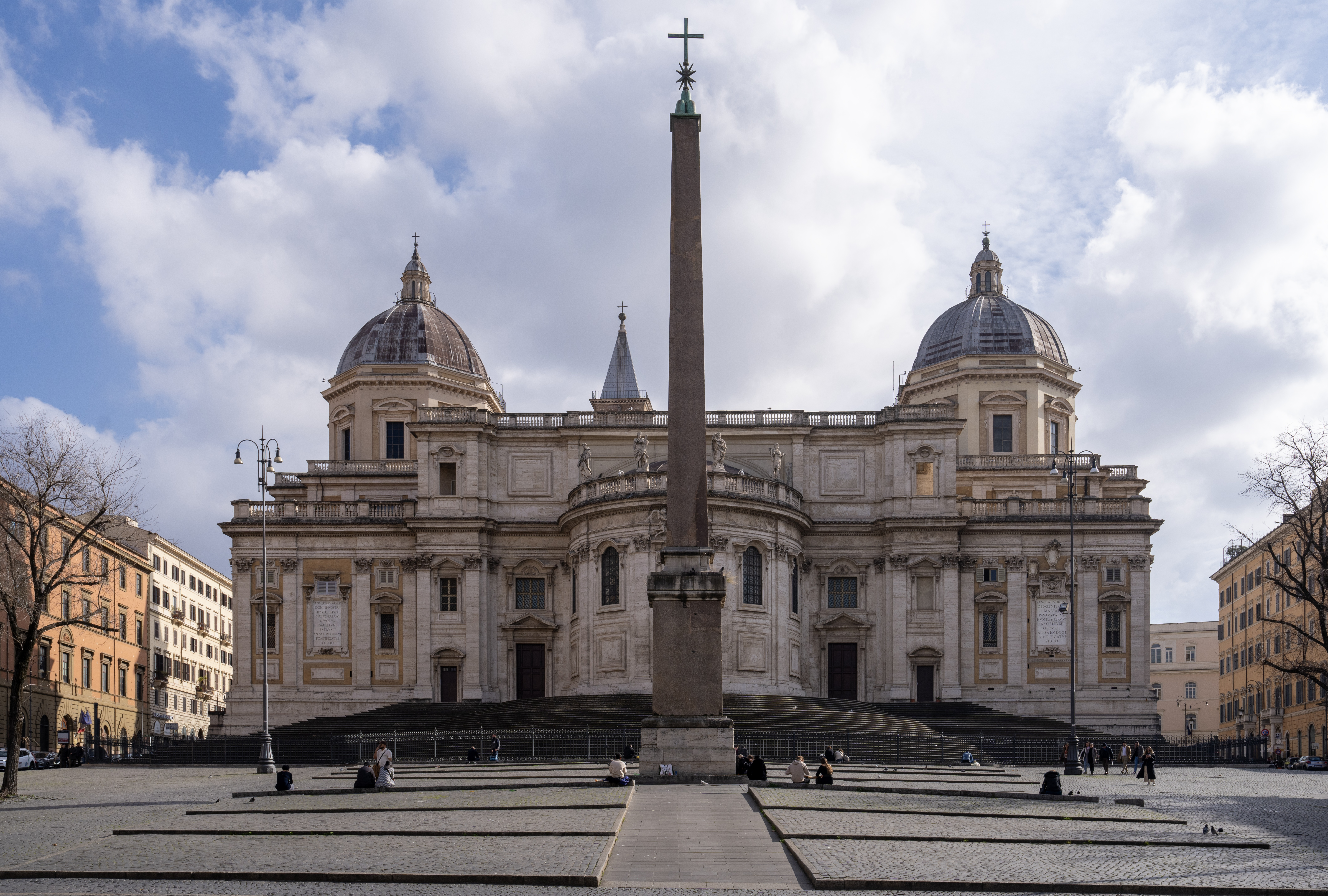
산타 마리아 마조레의 후진 지면을 포함한 에스퀼리노 언덕의 전경.

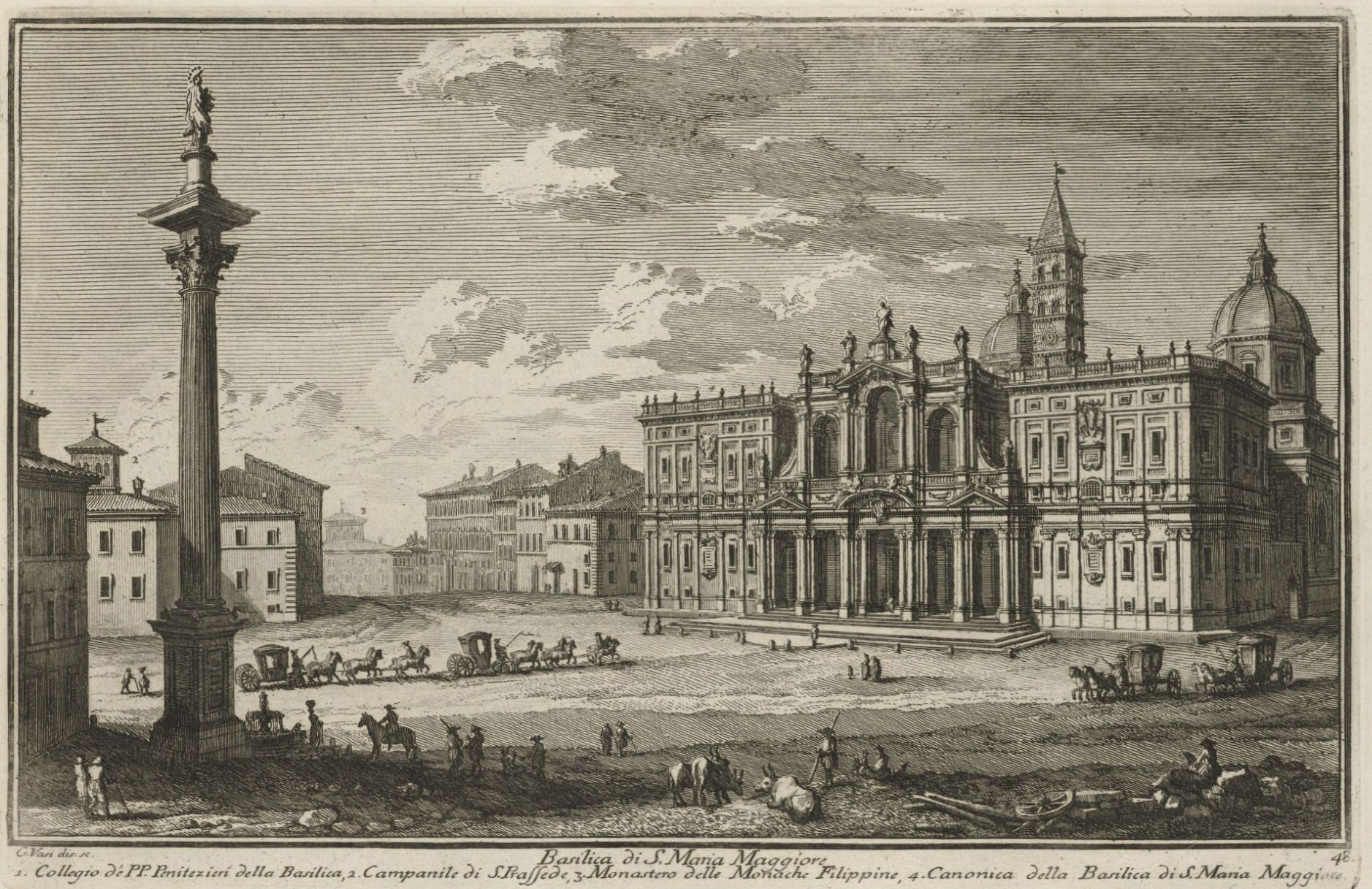
1740년경, 주세페 바시가 에칭한 대성당의 정면.

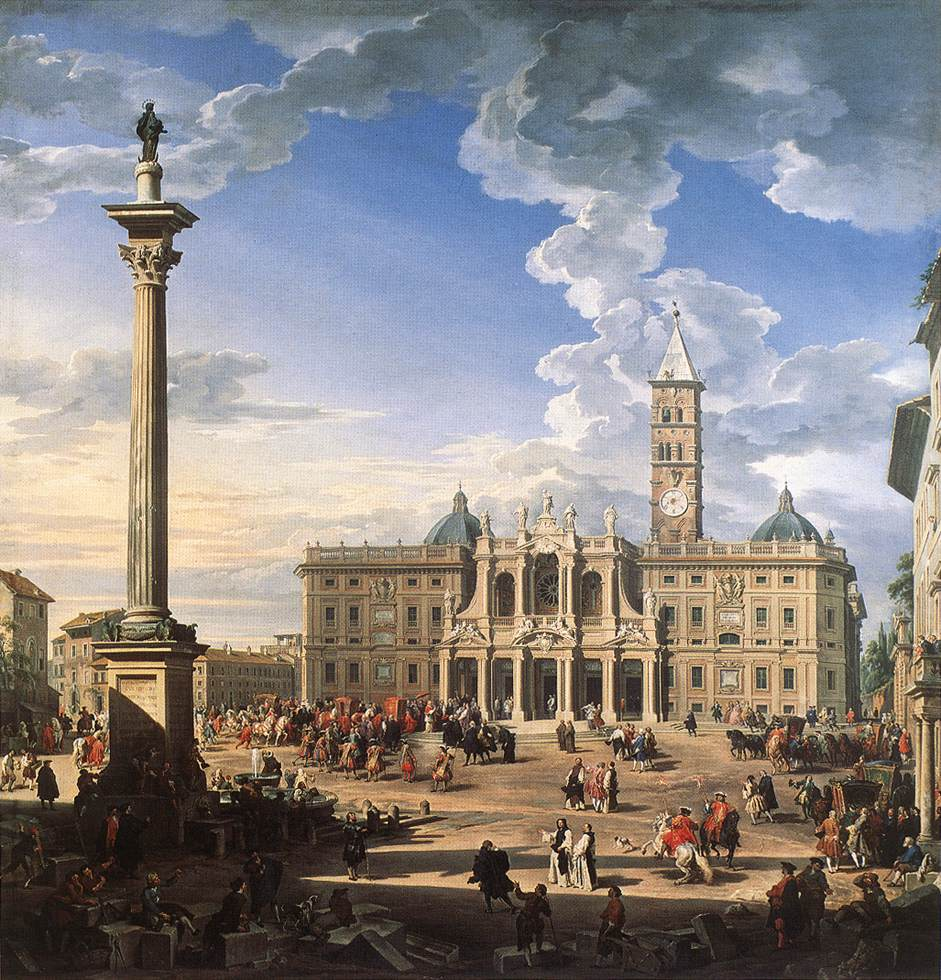
조반니 파올로 판니니가 그린 산타 마리아 마조레 대성당과 광장

12세기에 지은 대성당 정면은 1743년 교황 베네딕토 14세의 지시로 이루어진 재건축에 의해 가려졌으며, 페르디난도 푸가가 설계한 휘장이 달린 로지아가 추가되었다. 정면 윗부분 아치형으로 된 곳의 내부에는 13세기 때 제작된 내부 모자이크가 그대로 남아 있다. 이는 푸가가 설계할 당시 그때까지 남아 있던 내부 모자이크가 전혀 손상 없이 오히려 새로운 설계의 정면과 더 잘 어울릴 수 있도록 면밀한 주의를 기울였기 때문이다. 이러한 옛것과 새것의 절묘한 조화를 이루도록 한 설계 정신 덕분에 푸가는 후대의 건축 비평가들로부터 높은 평가를 받았다. 대성당의 왼편에 있는 (플라미니오 폰지오가 설계한) 성구보관실의 날개 면과 오른편에 대칭적인 날개 면으로 말미암아 대성당의 정면은 산타 마리아 마조레 광장과 직면한 궁전으로서의 면모를 보여주고 있다. 대성당 정면의 오른쪽에는 맨 위에 십자가가 있고 포신을 위로 세운 기둥 모양을 한 기념비가 서 있다. 이 기념비는 교황 클레멘스 8세가 성 바르톨로메오 축일 학살 사건 이후 즉시 세운 것으로, 오늘날에는 프랑스 종교 전쟁의 종식을 기념하기 위한 목적에서 세운 것이라고 보고 있다.
대성당 정면 바로 앞 광장에 세워져 있는 성모 석주는 1614년에 세운 것으로 카를로 마데르노가 설계한 것이다. 이 석주는 바로크 시대에 역병을 진정시켜 준 하느님에 대한 감사의 의미로 가톨릭 국가들에 세워진 수많은 성모 석주의 모델이 되었다 (예; 체코 공화국 올로모크의 성 삼위일체 석주). 석주 자체는 유일하게 로마 포룸에 있던 캄포바치노의 막센티우스 공회당의 잔해들을 18세기에 가져온 것이다. 그 위에는 1614년에 베르텔롯이 조각한 ‘아기 예수를 안은 마돈나’라는 청동상이 세워져 있다. 마데르노가 만든 분수의 밑바닥에는 독수리와 용 그림이 들어간 교황 바오로 5세의 문장이 있다.

### 복구
지난 몇 세기 동안 산타 마리아 마조레 대성당의 가장 큰 적은 풍화(風化)였다. 현대 도시가 뿜어내는 공해로 말미암아 높은 습도와 함께 옛 성당들과 성당들이 보유한 예술품들이 위험에 처하게 되었다. 자동차가 처음 등장해 도시에 매연을 뿜어내기 몇 세기 전인 16세기 말엽, 바티칸에 있는 성당 대다수가 새로 개축되고 새로 장식하였다. 대성당 자체는 에우제니오 3세(1145-1153), 니콜라오 4세(1288-1292), 클레멘스 10세(1670-1676), 베네딕토 14세(1740-1758) 등 여러 교황에 의해 개축되고 확장되었으며, 1740년 교황청의 의뢰를 받은 페르디난도 푸가는 현재의 정면 외관을 세우고 내부를 대폭 수정하였다. 산타 마리아 마조레 대성당은 1575년에서 1630년에 걸쳐 대성당 안 모든 제대를 포함하여 광범위하고 혁신적인 실내장식이 이루어졌다.

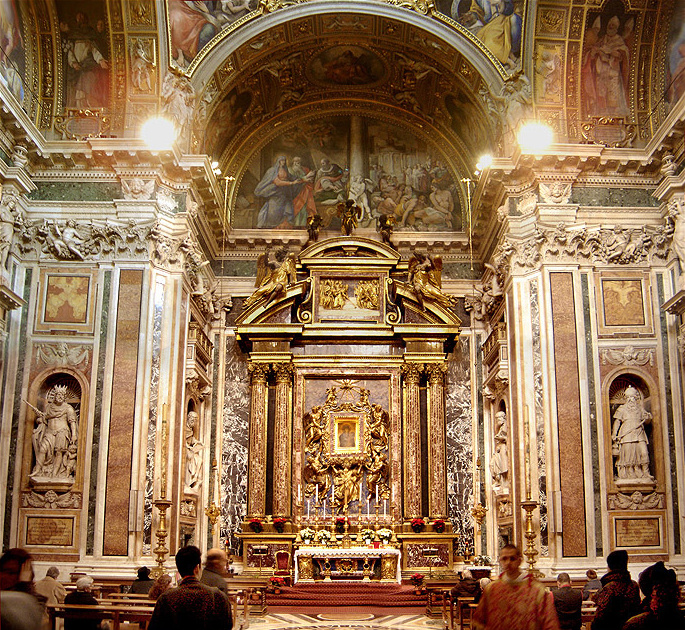
보르게세 예배당(또는 바오로 예배당)

대성당의 정면이 새롭게 올려지자 1700년대에 명성 높았던 조각가들이 동원되어 아기 예수를 안은 성모 마리아를 비롯해 성 가롤로 보로메오와 복자 니콜라오 알베르가티 그리고 겸손과 성령을 상징하는 각종 대리석상이 바로크 양식으로 조각되어 그 위에 세워졌다. 중앙 문인 ‘성년의 문(Porta Santa)’은 왼편 중앙 원주 회랑에 있다. 대성당 내부는 길이가 86미터로서 4세기 때 지어진 성당의 전형을 이루고 있는데, 아름다운 모자이크 장식과 벽화들, 부조들은 대성당을 한층 더 돋보이게 하고 있다. 또한, 내부에는 많은 부속 예배당이 있으며 곳곳에 수많은 예술품이 즐비하다. 중앙 제대를 가운데 두고 양쪽에 있는 보르게세 예배당(또는 바오로 예배당)과 성체 예배당은 십자가 모양의 본당 주랑 양끝을 장식하고 있다.

## 보물

### 대성당의 주요 예술 작품
- 구약 시대 사건들을 묘사한 초기 기독교 모자이크 (5세기).
- 많은 공경을 받는 성모자 성화인 로마 백성의 수호자(Salus Populi Romani).
- 카를로 리날디가 만든 교황 클레멘스 9세(1671)의 선종 추모비 (교황의 흉상 부분은 도메니코 구이디가 만들었음).
- 1655년 리날디가 설계한 스페인의 펠리페 4세의 임시 관대.
- 1574년 도메니코 폰타나가 설계한 교황 니콜라오 4세의 선종 추모비.
- 알가르디 작품의 코스탄초 파트리치의 흉상.
- 파시냐노와 주세페 풀리아 작품의 성구보관실.
- 베르니니 작품의 아기 예수를 안은 성 가예타노.
- 피에트로 바라치 작품의 중앙 제대 조각.
- 이나치오 야코메티 작품의 교황 비오 9세(1880)의 흉상.
- 귀도 레니가 그린 바오로 예배당의 프레스코.
- 굴리엘모 델라 포르타 작품의 체시 예배당 무덤들.
- 아르놀포 디 캄비오가 약 1290년에 조각한 제대의 콘페시오와 프레세피오 (구유).

### 성탄 토굴
산타 마리아 마조레 대성당의 성구보관실 아래에는 성탄 토굴 또는 ‘베들레헴 토굴’이 자리 잡고 있다. 여기에는 4세기 교회학자로서 성경을 라틴어로 번역한(불가타) 성 예로니모, 잔 로렌초 베르니니 등을 비롯한 유명한 가톨릭교도들이 묻혀 있다. 로욜라의 성 이냐시오는 사제로 서품받은 다음 첫 미사를 1538년 12월 25일 이곳 대성당의 (중앙 제대의 앞 아래에 있는) 제대 위에서 집전하였다.
바티칸의 시스티나 성당과 이름이 같은 산타 마리아 마조레의 시스티나 성당을 장식하는 일은 교황 식스토 5세의 지시로 시행되었다. 건축가 도메니코 폰타나는 예수가 베들레헴에서 태어날 때 누워 있던 말구유로 추정되는 성유물을 보존할 수 있는 성당을 설계하라는 지시를 받았다. 아르놀포 디 캄비오에 의해 13세기에 세워진 최초의 성탄 성당은 성탄 구유 재현 장식과 함께 성당 아래에 있다. 성당의 중앙 제대에는 제대 위의 닫집 위에 세바스티아노 토레지아니가 만든 네 개의 청동 천사상이 세워져 있다.
마니에리슴적인 내부 장식은 체사레 네비아와 조반니 구에라가 감독 아래 큰 규모의 미술가 집단에 의해 1587년에 시작해 1589년에 완성되었다. 최근에 미술 전기작가 조반니 발리오네가 각계 미술가들에게 특정 작업을 할당하여 연구해본 결과, 전부는 아니지만, 프레스코들의 수많은 사전 스케치가 네비아의 손으로 그려졌다는 결과가 나왔다. 발리오네는 또한 네비아와 구에라의 역할에 대해 “그림은 네비아가, 미술팀의 감독은 구에라가 하였다.”라고 요약하며 인정하였다.

## 로마 백성의 수호자 성모
산타 마리아 마조레 광장에 있는 원주에서는 대성당의 보르게세 예배당 또는 바오로 예배당에 있는 유명한 성모 성화를 공경하고 있다. 이 성화는 ‘로마 백성의 수호자’(Salus Populi Romani)라는 이름으로 알려져 있는데, 그 이유는 로마 시내에 전염병이 퍼지는 것을 이 성화가 기적을 일으켜 막아냈기 때문이다.
성모 성화는 적어도 천 년 이상의 역사를 가진 것으로 보이며, 성 루카 복음사가가 이 성화를 그렸다는 이야기가 전해오고 있다.
로마 백성의 수호자 성모 성화는 여러 교황이 가장 아껴온 성화이며 마리아론의 주요 상징이었다. 로마 태생의 교황 비오 12세는 1899년 4월 1일 자신의 첫 미사를 이곳에서 집전하였다. 1953년, 이 성화는 로마를 통해 전해졌으며, 이 덕분에 교회 역사상 최초의 마리아 해가 시작되었다. 1951년, 성모 마리아의 새 축일로 천상의 모후 축일이 제정된 것을 기념하여 교황 비오 12세로부터 왕관을 기증받았다. 교황 바오로 6세, 교황 요한 바오로 2세, 교황 베네딕토 16세 등도 로마 백성의 수호자 성모 성화를 개인적으로 찾아가 찬미하며 전례 의식을 거행하였다.

## 교황의 대성당
산타 마리아 마조레 대성당은 교황의 대성당으로서 교황이 자주 직접 이용하고 있다. 특히 교황은 매년 성모 승천 대축일 날짜인 8월 15일마다 대성당을 총괄하며 미사를 집전한다. 닫집이 있는 중앙 제대는 수석사제를 비롯하여 특별히 선택받은 몇몇 사제를 제외하고는 교황만이 이용할 수 있다. 교황은 산타 마리아 마조레 대성당의 관리를 수석사제에게 위임하였으며, 추기경회의를 통하여 대주교에서 추기경으로 승품받는 것이 일반적이다. 이전에는 명의에 불과한 안티오키아 라틴 총대주교가 수석사제를 맡았으며, 이 직분은 1964년에 폐지되었다.
수석사제 외에 또 수석사제가 휘하로 거느리는 사제들도 있는데, 대성당에 거주하는 의전사제들로 구성되어 있다. 이에 더하여, 구속주회와 도미니코회 소속 사제들이 매일 대성당에서 주로 고해를 듣는 등의 성사 집행으로 봉사하고 있다.

## 같이 보기
- 바티칸 시국의 소유지